# Autorrotación

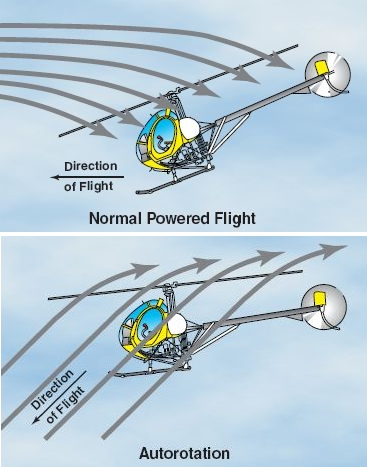
Flujo de aire a través de un rotor.

La autorrotación es el estado de vuelo cuando el rotor principal de un aparato de ala rotativa está movido por el aire que va de abajo arriba, y no por el motor o motores del aparato. Es el modo normal de vuelo de un autogiro y es empleado en helicópteros cuando el motor o motores no aplican potencia al rotor. También se usa este término cuando una hélice de un avión de ala fija gira libremente impulsada por el viento mientras el aparato se desplaza. Este efecto se conoce también como hélice en autorrotación o hélice loca.

## Autorrotación en helicópteros
Durante el vuelo normal, los rotores de un helicóptero son movidos por el motor (o motores), para conseguir sustentación, en caso de una autorrotación, el helicóptero desciende muy rápidamente sin motores, durante el descenso el aire que pasa por el rotor principal del helicóptero lo hace girar.
Esto significa que en caso de emergencia, si los motores fallan, un helicóptero puede aterrizar sin caer "como una piedra".
La autorrotación más larga de la historia fue realizada en 1972 por Jean Boulet, cuando a 12.440m y -63 °C, el motor del helicóptero Aérospatiale SA 315B Lama dejó de funcionar, pero gracias a la autorrotación pudo aterrizar la aeronave sin problemas.

### Descenso y aterrizaje
En un helicóptero, el término "autorrotación" se refiere a la maniobra de descenso donde se desactiva el motor del sistema de rotor principal y este es movido por el aire durante el descenso. La unidad de rueda libre es un mecanismo de embrague especial que se desactiva cada vez que el régimen del motor es menor que el número de revoluciones del rotor. Si el motor falla, la unidad de rueda libre desconecta automáticamente el motor del rotor principal y permite al rotor principal que gire libremente.
El caso más común para realizar una autorrotación es el fallo total del motor, pero también pueden realizarse en caso de fallo del rotor de cola. Cuando este deja de funcionar el piloto debe parar los motores para evitar el efecto par motor, por consiguiente se debe realizar una autorrotación.
En casos extremos, se pueden realizar autorrotaciones para perder altura en poco tiempo si esta es considerable.
Cuando un motor falla, las palas del rotor están produciendo empuje hacia abajo y adelante. Al bajar inmediatamente el ángulo de ataque (inclinación de las palas) el piloto reduce la elevación y empuje hacia adelante, el helicóptero comienza un descenso inmediato, produciendo un flujo ascendente de aire a través del rotor. Este flujo ascendente de aire a través del rotor lo hace girar durante todo el descenso. Dado que el rotor de cola está movido por la transmisión del rotor principal, en autorrotación el control del rumbo se mantiene como en vuelo normal.
Para aterrizar, se usa la velocidad de giro que mantienen las palas del rotor durante el descenso para frenar la caída y aterrizar suavemente. Esto se consigue gracias a aumentar el paso colectivo o ángulo de ataque (aumentar la inclinación de las palas).